# ゴットフリート・アウグスト・ホミリウス

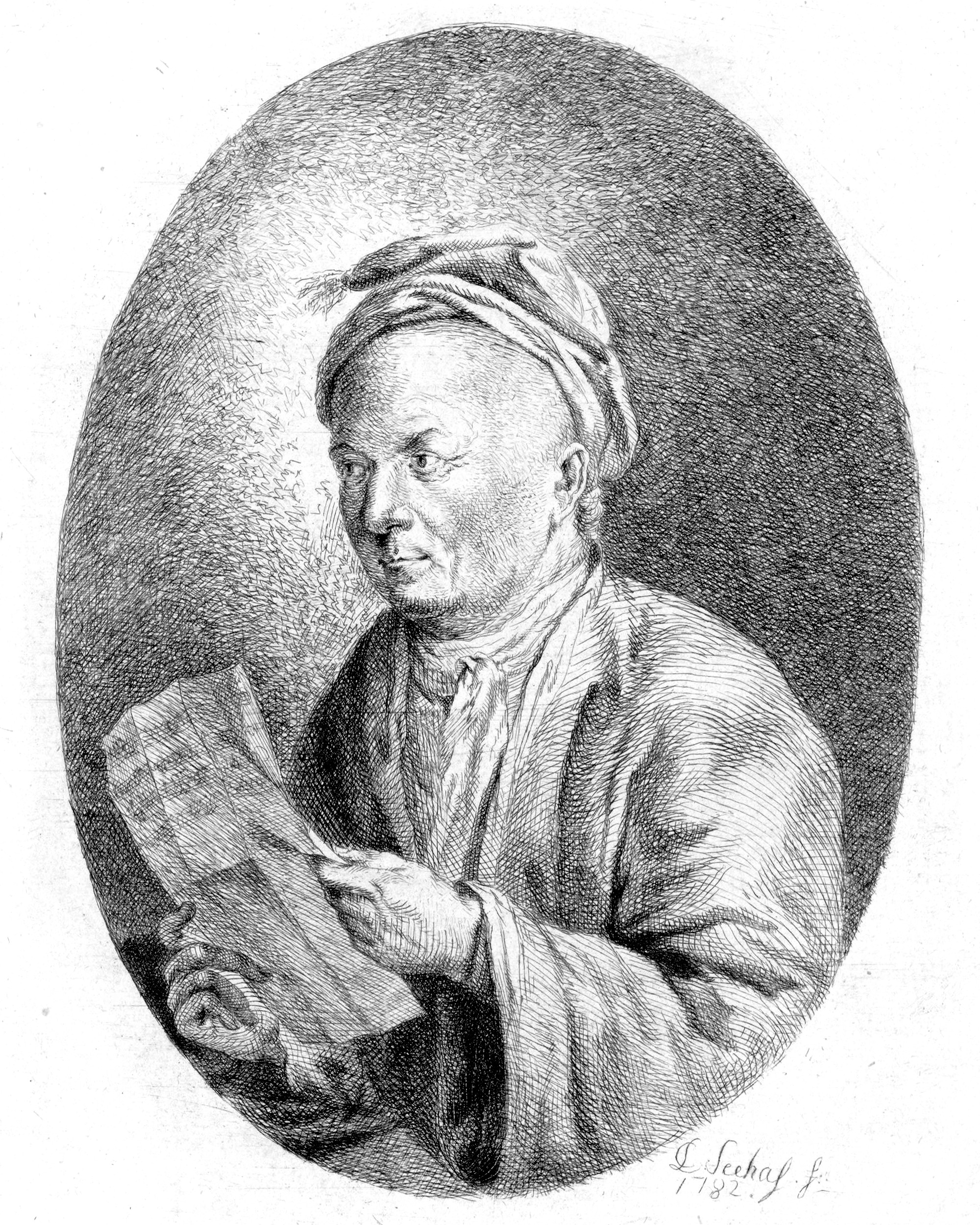
ゴットフリート・アウグスト・ホミリウス

ゴットフリート・アウグスト・ホミリウス（ホミーリウス、Gottfried August Homilius, 1714年2月2日 - 1785年6月初旬）は、ドイツのカントル・作曲家・オルガニスト。

## 生涯
ローゼンタール（現ザクセン州）出身。大学進学のためにライプツィヒに行き、はじめ別の教師について音楽を学んだが、やがてヨハン・ゼバスティアン・バッハの門を叩く。1742年よりドレスデン聖母教会オルガニストに就任。1755年から没年までドレスデン十字架教会のカントルを振り出しとして、市内の3つの主要な教会で音楽監督を歴任した。ホミリウスの活動拠点はドレスデン聖母教会であった。十字架教会は1760年に破壊されてから、ホミリウスの没後まで再建されなかったためである。
ホミリウスの作品は教会音楽で占められている。10曲以上の受難曲（そのうち1曲は1775年に出版）、クリスマス・オラトリオ（1777年）、復活祭オラトリオ、60曲以上のモテット、150曲以上のカンタータ（そのうち6曲のアリアが1786年に死後出版）、オルガンのための前奏曲とコラールなど。声楽曲は、その大量の複写が今なお現存しているように、19世紀を通じて人気があった。